# Saint-Rustice
Saint-Rustice település Franciaországban, Haute-Garonne megyében. Lakosainak száma 429 fő (2022. január 1.). Saint-Rustice Pompignan és Castelnau-d’Estrétefonds községekkel határos.

## Népesség
A település népessége az elmúlt években az alábbi módon változott:

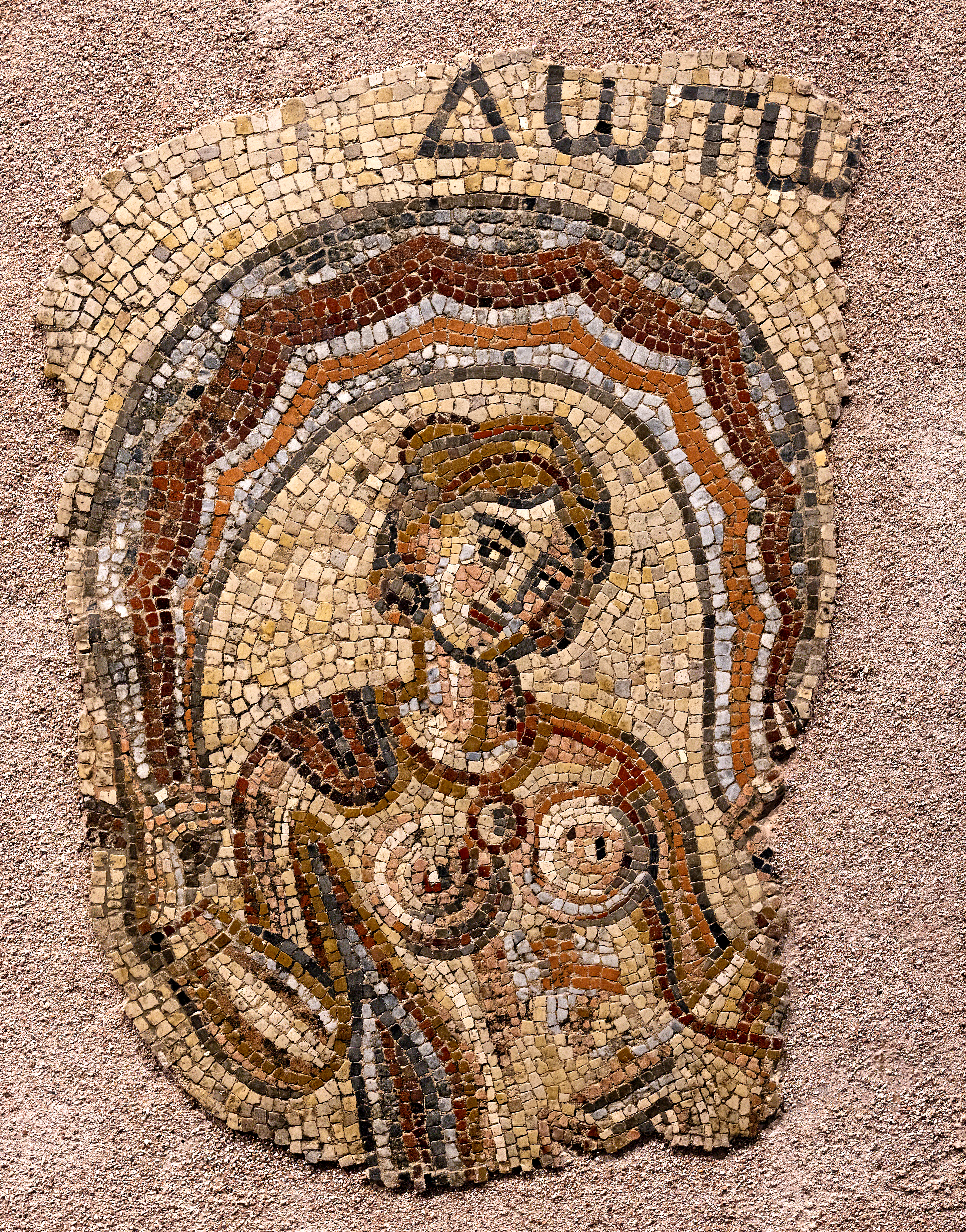
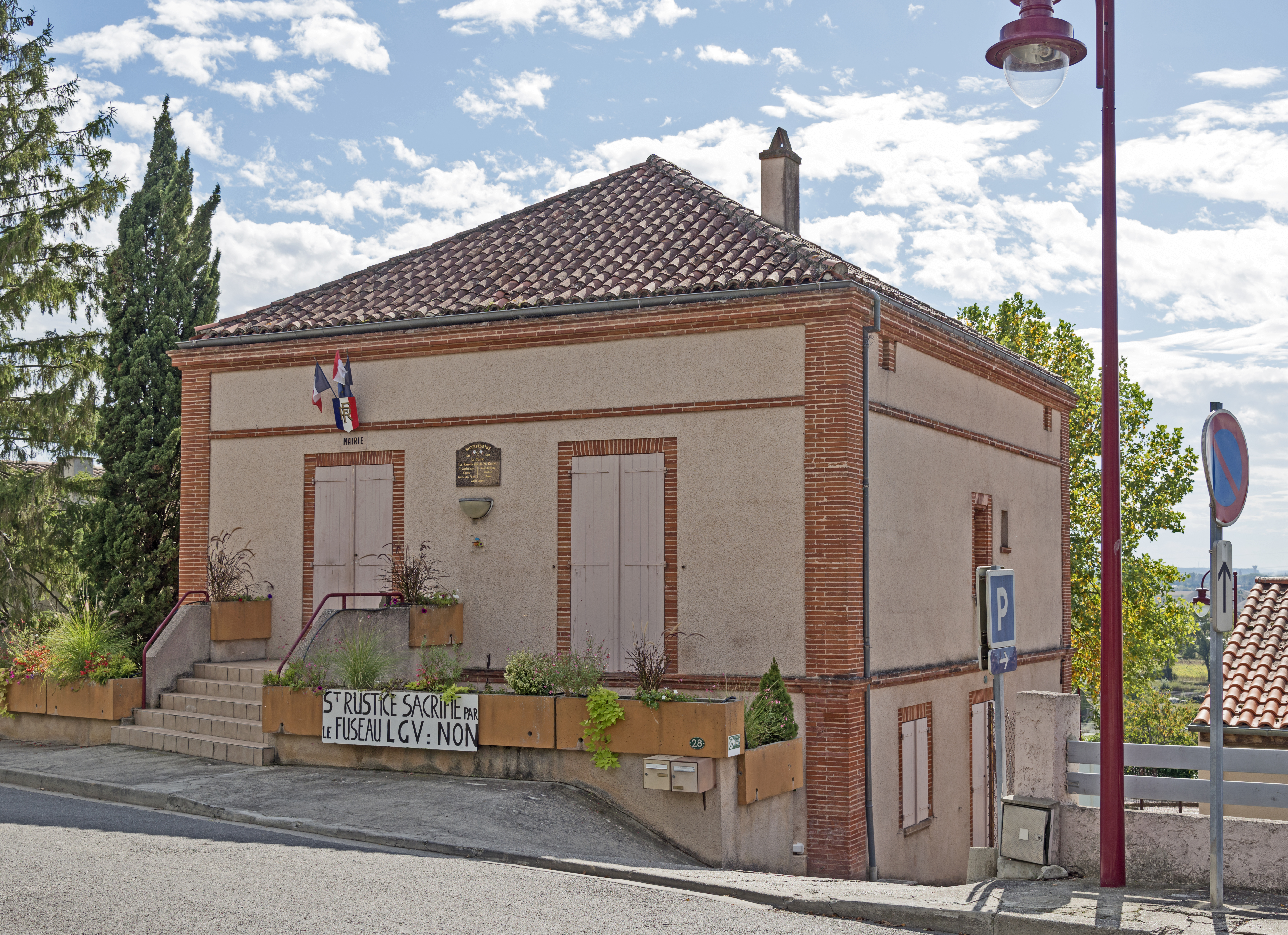
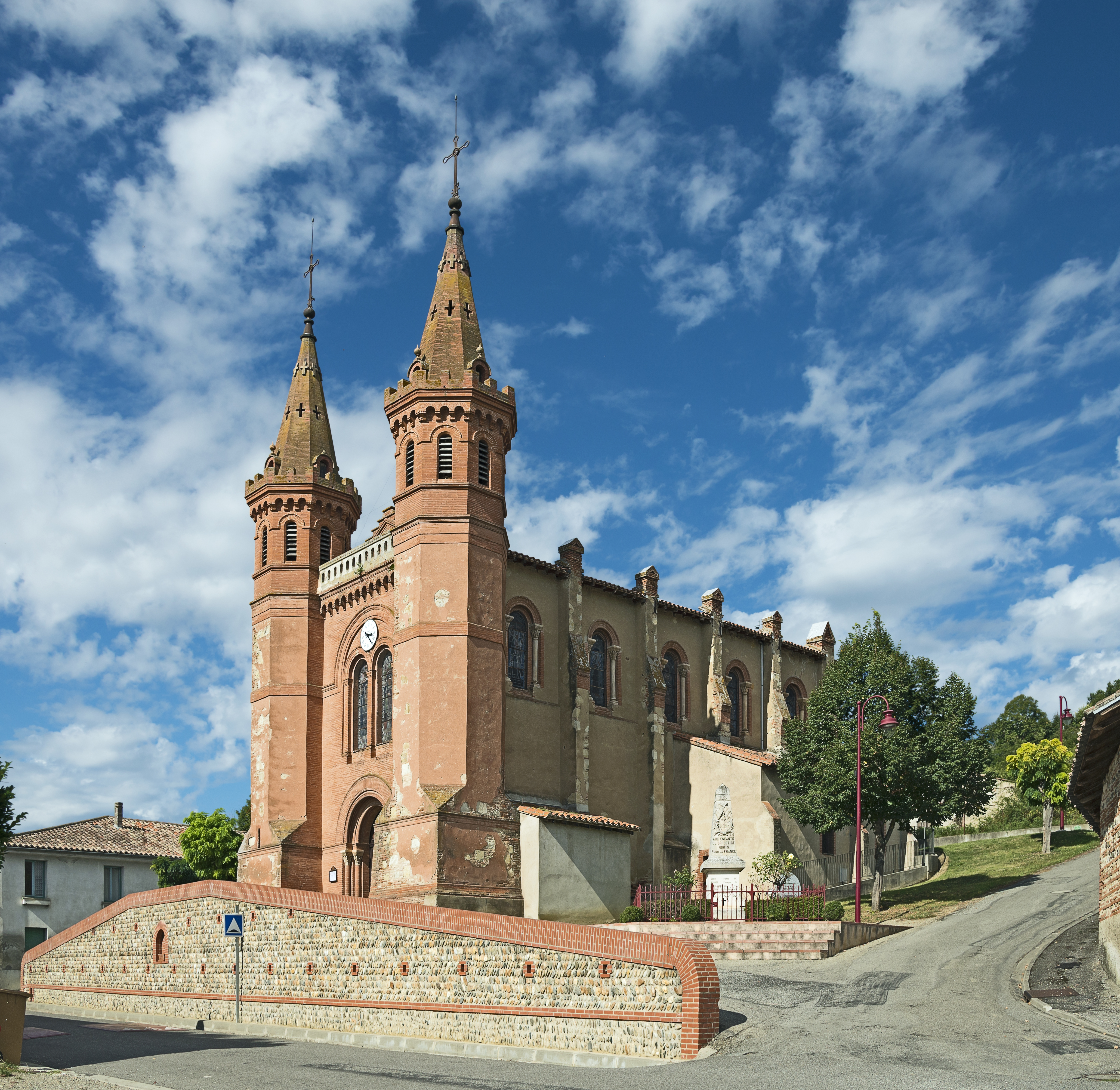

| Lakosok száma | 230  | 371  | 394  | 417  | 457  | 472  | 460  | 436  | 431  | 429  |
|               | 1968 | 1982 | 1990 | 2006 | 2013 | 2015 | 2017 | 2019 | 2020 | 2022 |